# Kara-Koïssou
Le Kara-Koïssou (Кара Койсу) est une rivière du Daghestan (fédération de Russie), affluent droit de l'Avar-Koïssou qui lui-même se jette dans le Soulak. 
Il traverse les territoires des raïons (districts) de Tcharoda, Gounib et Guerguébil.

## Étymologie
La rivière est également appelée Oïssor dans son cours supérieur avant le village de Ritliab, puis elle est appelée Tleïsseroukh avant que ne s'y jette la rivière Rissor.

## Géographie

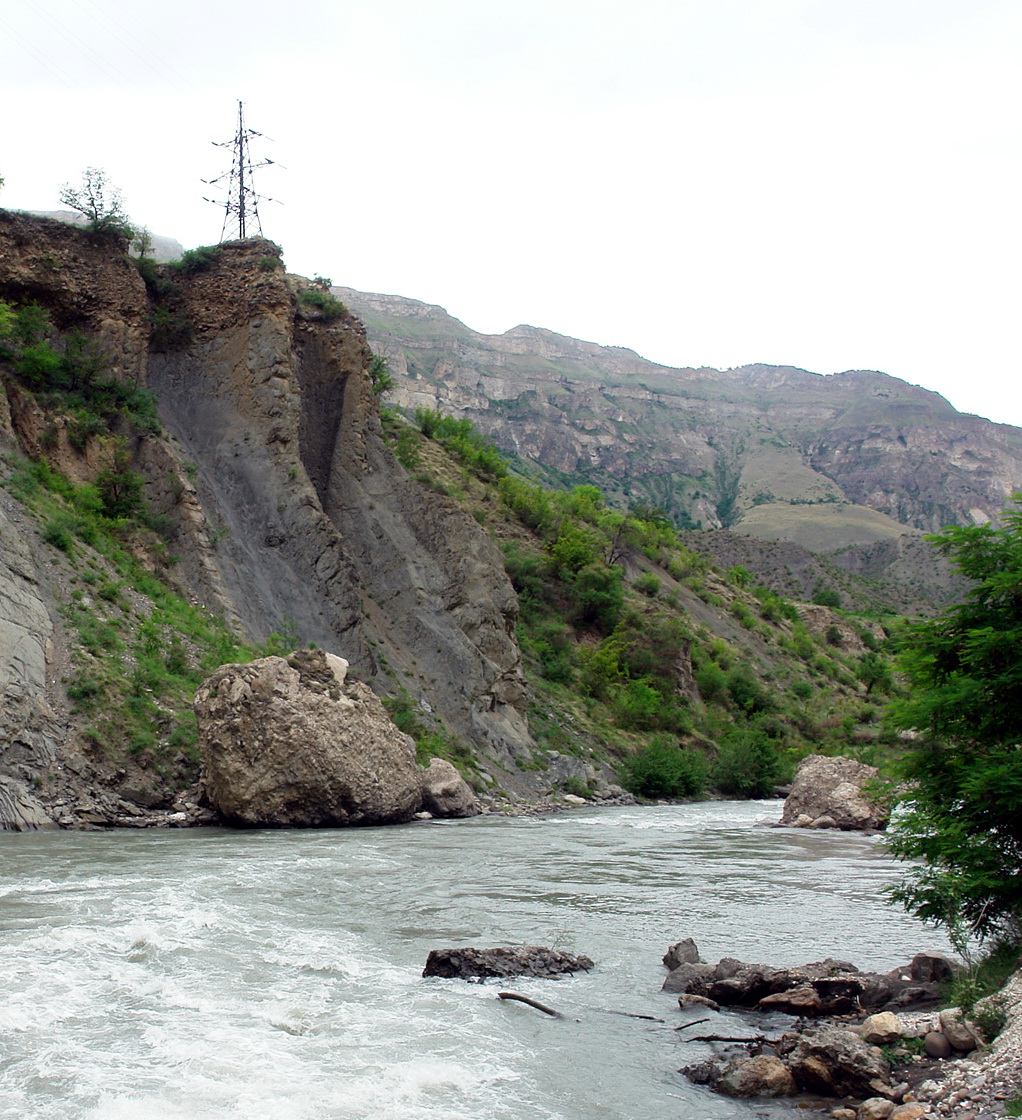
Vue de la rivière

Le Kara-Koïssou prend sa source à 3 100 mètres d'altitude sur les pentes du Dültydag. Il se dirige ensuite vers le nord-est pour se jeter dans l'Avar-Koïssou à 570 mètres d'altitude. 
Le cours de la rivière est de 97 kilomètres pour une dénivellation de 2 530 mètres. La surface de son bassin est de 3 720 km2. Quatre-vingts pour cent de son cours se situe à une altitude de plus de 1 500 mètres.

## Affluents
Parmi les affluents les plus importants, l'on peut distinguer les rivières suivantes :
- Rissor (38 km)
- Kara-Lazourguer (32 km)
- Betsor (29 km)
- Tsamtitchaï (28 km)
- Saltytchaï (24 km)
- Koïssou de Kazikoumoukh (81 km)